# Panicum curviflorum
Panicum curviflorum là một loài thực vật có hoa trong họ Hòa thảo. Loài này được Hornem. mô tả khoa học đầu tiên năm 1819.